# High Rock (distriktshuvudort)
High Rock är en distriktshuvudort i Bahamas.   Den ligger i distriktet East Grand Bahama District, i den nordvästra delen av landet, 200 km nordväst om huvudstaden Nassau. Antalet invånare är 3 744.
Terrängen runt High Rock är mycket platt. Havet är nära High Rock söderut. Trakten är glest befolkad. Det finns inga andra samhällen i närheten. 